# Powertran Cybernetics CORTEX
Powertran Cybernetics CORTEX (CORTEX) је професионални рачунар, производ фирме Powertran Cybernetics који је почео да се израђује у Уједињеном Краљевству током 1983. године.
Користио је 16-битни TMS 9995 као централни микропроцесор а RAM меморија рачунара CORTEX је имала капацитет од 64 KB. 
Као оперативни систем кориштен је No OS.

## Детаљни подаци
Детаљнији подаци о рачунару CORTEX су дати у табели испод.
|                       |                                                          |
| [ 1 ]                 |                                                          |
| Произвођач            |                                                          |
| Тип                   | професионални рачунар                                    |
| Меморија              | 64                                                       |
| Поријекло             | Уједињено Краљевство                                     |
| Година                | 1983                                                     |
| Тастатура             | тастатура пуног помака тастера, са нумеричком тастатуром |
| Процесор              | 9995                                                     |
| Фреквенција процесора | 3 (12 кристал)                                           |
| RAM                   | 64                                                       |
| ROM                   | 24                                                       |
| Текст                 | 40 x 25                                                  |
| Графика               | 256 x 192                                                |
| Боја                  | 16                                                       |
| Звук                  | уграђени звучник                                         |
| Димензије             | непознато                                                |
| Портови               |                                                          |
| Оперативни систем     |                                                          |